# Museo di anatomia patologica (Padova)
Il Museo di Anatomia Patologica dell'Università degli Studi di Padova ha sede presso l'ex Istituto di Anatomia Patologica e ospita una collezione antica di 1307 elementi aperta al pubblico. La raccolta è suddivisa per apparati di appartenenza:
- Anatomia artistica
- Apparato scheletrico
- Apparato tegumentario
- Sistema nervoso
- Apparato respiratorio
- Apparato cardiovascolare
- Apparato digerente
- Fegato
- Apparato urinario
- Apparato genitale

A queste sezioni si aggiungono una sezione Miscellanea, che comprende le patologie più significative non riferibili agli apparati elencati, e una sezione dedicata alla Teratologia, la disciplina che studia le anomalie dell'intero individuo.